# Didier Queloz
Didier Patrick Queloz (Ginevra, 23 febbraio 1966) è un astronomo svizzero, co-scopritore di 51 Pegasi b, il primo esopianeta in orbita attorno a una stella di sequenza principale.

## Biografia
Si è laureato in fisica all'Università di Ginevra nel 1990, specializzandosi in astronomia e astrofisica nel 1992. Assieme a Michel Mayor, ha scoperto nel 1995 il primo pianeta extrasolare in orbita attorno a una stella simile al Sole, 51 Pegasi b, con misure della velocità radiale della stella 51 Pegasi, attraverso l'effetto Doppler. Il pianeta si è rivelato essere di tipo Gioviano caldo, ruotante attorno alla sua stella in un'orbita molto vicina.
Dal 1997 al 1999 ha lavorato come Distinguished visiting scientist al Jet Propulsion Laboratory di Pasadena. Ha fatto parte dal 1997 al 2004 di diversi gruppi di lavoro e di consulenza scientifica dell'ESA. Nel 2017 ha ricevuto il Premio Wolf per la fisica, in coppia col ricercatore Michel Mayor, per la scoperta di un pianeta extrasolare orbitante intorno a una stella simile al Sole. L'8 ottobre 2019, l'Accademia reale svedese delle scienze gli ha conferito il Premio Nobel per la fisica, sempre insieme a Michel Mayor, per "la scoperta di un esopianeta in orbita attorno a una stella di tipo solare".